# محوطه کلک میران پلنگ‌آباد
محوطه کلک میران پلنگ آباد مربوط به دوره ساسانیان است و در شهرستان دره‌شهر، بخش مرکزی، دهستان زرین دشت، ۱۱۰۰ متری شمال روستای پلنگ آباد واقع شده و این اثر در تاریخ ۹ بهمن ۱۳۸۶ با شمارهٔ ثبت ۲۰۷۲۵ به‌عنوان یکی از آثار ملی ایران به ثبت رسیده است.